# Carlos Lleras Restrepo
Carlos Lleras Restrepo (1908 — 1994) foi um advogado e político colombiano. Foi presidente de seu país entre 1966 e 1970.

## Dados biográficos
Lleras nasceu em Bogotá, em 12 de abril de 1908. Era o terceiro filho do médico e pesquisador Federico Lleras e Amalia Restrepo. Ele morreu em Bogotá, em 27 de setembro de 1994.

## Juventude
Lleras estudou no Instituto La Salle em Bogotá e depois estudou jurisprudência na Universidad Nacional de Colombia. Ele obteve seu diploma de Direito em 1930. Ele também foi membro da Phi Iota Alpha, a mais antiga organização intercolegial de letras gregas para estudantes internacionais latino-americanos.

## Vida privada
Lleras era primo de Alberto Lleras Camargo, outro importante político colombiano e presidente da Colômbia. Foi casado com Cecilia de la Fuente, com quem teve três filhos. German Vargas Lleras é seu neto.

## Carreira política
Lleras se envolveu na política desde cedo. Em 1929, foi eleito pelo partido liberal delegado à Convenção Nacional de Apulo. Aos 21 anos, ele era membro do comitê nacional do Partido Liberal Colombiano. Lleras foi eleito para o senado estadual de Cundinamarca, e posteriormente deputado parlamentar da Câmara dos Deputados.
Em 1932, durante a chamada “República Liberal”, Lleras foi nomeado Controlador Geral do país e em 1938 foi nomeado Ministro da Fazenda (Ministro de Hacienda) durante a presidência de Eduardo Santos. Foi várias vezes eleito presidente do Partido Liberal e senador da República.
Lleras concorreu à presidência da Colômbia pela primeira vez em 1944, mas sua candidatura não teve sucesso. Em 27 de novembro de 1965, ele aceitou a nomeação do partido liberal e recebeu o aval do partido conservador. Isso o tornou o candidato oficial da “Frente Nacional”, e ele venceu a eleição em 1966.
Após a presidência, Lleras fundou e produziu a revista política “Nueva Frontera”.

## Presidência
Lleras foi empossado como presidente da Colômbia em 7 de agosto de 1966 e chamou sua administração de "a era da transformação nacional" ("Transformación Nacional").
Durante sua gestão, o Instituto Colombiano de Reforma Agrária (INCORA) promoveu a redistribuição de terras utilizáveis aos camponeses e trabalhadores desempregados do país, emitindo mais de 60 000 títulos somente em 1968 e 1969.
Lleras implementou um programa agressivo e amplo de reformas sociais e econômicas e criou as seguintes agências e instituições: o fundo nacional de poupança ("Fondo Nacional del Ahorro"); o Instituto Colombiano para o Bem-Estar Familiar ( "Instituto Colombiano de Bienestar Familiar" ); o instituto de proteção de recursos não renováveis ("Instituto de Recursos Naturales no Renovables"); a agência de promoção das exportações ("Fondo de Promoción de Exportaciones" 'PROEXPO'); a agência nacional de cultura colombiana ("Instituto Colombiano de Cultura " 'Colcultura'); a agência nacional para a construção de escolas ("'Icce'); e a instituição nacional de promoção e financiamento da educação superior ( “Instituto Colombiano para o Fomento de la Educación Superior” 'Icfes').